# Hermann Schwanecke
Hermann Karl Gustav Schwanecke (* 12. April 1889 in Wernigerode; † 17. Juni 1974 in Freiberg) war ein deutscher Geologe und Hochschullehrer.

## Leben
Schwanecke legte 1908 an der Oberrealschule in Halberstadt das Abitur ab. Er studierte anschließend an der Philipps-Universität Marburg Mathematik und Naturwissenschaften mit Schwerpunkt Geologie und Geografie, bestand am 26. Februar 1913 die mündliche Promotionsprüfung und wurde 1914 zum Dr. phil. promoviert. Im Oktober 1913 trat er seinen Militärdienst an, der in den Kriegsdienst im Ersten Weltkrieg überging. Ab 1918 musste er schwer verwundet zwei Jahre im Lazarett verbringen. 1920 trat er am Institut für Geologie und Paläontologie der Bergakademie Clausthal eine Assistentenstelle an.
Ab 1923 wirkte Schwanecke als freier Geologe u. a. für das Auswärtige Amt und für die Blei-Zinkerz-Bergbauindustrie. Mit Beginn der NS-Herrschaft wurde es für ihn, der von 1920 bis 1927 Mitglied der Deutschen Demokratischen Partei und ab 1927 Mitglied der SPD war, immer schwieriger, Aufträge zu bekommen. 1937 fand er schließlich eine Anstellung als Schürfgeologe bei der Rohstoff-AG in Harzgerode. Er wurde 1939 erneut arbeitslos und arbeitete ab 1940 als Geologe und von 1941 bis 1945 als Chefgeologe bei der Preussag Oberschlesien.
Er trat 1946 in die SED ein, ging nach Halle (Saale), wo er für ein paar Monate beim Wirtschaftsministerium der Landesregierung Sachsen-Anhalt tätig war und ab November 1946 bei den Industriewerken Sachsen-Anhalt arbeitete. 1949 berief ihn die Bergakademie Freiberg zum ordentlichen Professor für Geologie und zum Direktor des Geologischen Instituts. Darüber hinaus wirkte er bis 1951 als Dekan der Fakultät für Naturwissenschaften und Ergänzungsfächer. 1956 wurde er emeritiert, allerdings blieb er bis 1968 in der Lehre tätig. 1974 starb er in Freiberg.

## Ehrungen
- Medaille für ausgezeichnete Leistungen (1959)
- Ehrennadel der Bergakademie Freiberg (1966)
- Verdienstmedaille der DDR
- Ehrennadel der Gesellschaft für Deutsch-Sowjetische Freundschaft in Gold[1]
- Ehrenmitglied der Gesellschaft für Geologische Wissenschaften der DDR (1969)[2]

## Veröffentlichungen (Auswahl)
- Das Blutgefässsystem von Anodonta Cellensis Schröt. Dissertation, 1913
- Einführung in die Paläontologie (Lehrbriefreihe, 1951–1954)
- Historische Geologie für Bergleute und Markscheider (Lehrbrief, 1956)